# Guzmania rosea
Guzmania rosea är en gräsväxtart som beskrevs av Lyman Bradford Smith. Guzmania rosea ingår i släktet Guzmania och familjen Bromeliaceae. Inga underarter finns listade i Catalogue of Life.